# Acalypha michoacanensis
Acalypha michoacanensis là một loài thực vật có hoa trong họ Đại kích. Loài này được Sessé & Moc. mô tả khoa học đầu tiên năm 1894.